# Onchidioidea
Onchidioidea is een superfamilie van weekdieren uit de klasse van de Gastropoda (slakken).

## Familie
- Onchidiidae Rafinesque, 1815